# Агирре, Хонас
Леонель Хонас Агирре Авало (исп. Leonel Jonás Aguirre Avalo; род. 5 марта 1992, Фирмат, Санта-Фе) — аргентинский футболист, полузащитник клуба «Индепендьенте Ривадавия».

## Биография
Агирре — воспитанник клуба «Росарио Сентраль». 1 октября 2011 года в матче против «Альмиранте Браун» он дебютировал в Примере B. В первом же сезоне Хонас помог команде выйти в элиту. 11 марта 2014 года в матче против «Тигре» он дебютировал в аргентинской Примере. 17 февраля 2016 года в поединке против «Индепендьенте» Агирре забил свой первый гол за «Росарио Сентраль». В том же году в матче Кубка Либертадорес против «Ривер Плейта» он забил гол.
В начале 2017 года Агирре перешёл в мексиканскую «Некаксу» на правах аренды. 29 января в матче против УНАМ Пумас он дебютировал в мексиканской Примере.
В середине 2017 года Хонас был отдан в аренду в «Пуэблу». 23 июля в матче против УАНЛ Тигрес он дебютировал за новую команду.